# Comuna Sadki
Comuna Sadki este o comună (în poloneză: gmina) rurală în powiat Nakło, voievodatul Cuiavia și Pomerania, Polonia.
Comuna acoperă o suprafață de 153,69 km² și are, potrivit datelor din anul 2006, o populație de 7.149.